# ۲۳ شکارچی
۲۳ شکارچی (انگلیسی: 23 Orionis) یک ستاره دوگانه است که در حدود ۱۲۰۰ سال نوری (۳۷۰ پارسک) دورتر از خورشید در صورت فلکی شکارچی واقع شده است. این ستاره با چشم غیرمسلح به عنوان یک نقطه نوری کم نور آبی-سفید با قدر ظاهری ترکیبی ۴.۹۹ قابل مشاهده است. این جفت با سرعت شعاعی ۱۸+ کیلومتر بر ثانیه از زمین دور می‌شوند.